# Supersubmarina
Supersubmarina es una banda española de indie rock originaria de Baeza (Jaén). Está formada por José Chino (voz y guitarra), Jaime (guitarra solista), Pope (bajo) y Juanca (batería y percusión).
El grupo se formó en 2005, y durante los años 2010 consiguieron una gran repercusión, convirtiéndose en una de las bandas de referencia del género indie en España, avalada por su presencia en los principales festivales del país.
El 14 de agosto de 2016, todos los integrantes de la banda sufrieron un grave accidente de tráfico cuando volvían de tocar en el Medusa Sunbeach Festival de Cullera (Valencia) que ocasionó importantes lesiones a los miembros del grupo.

## Biografía

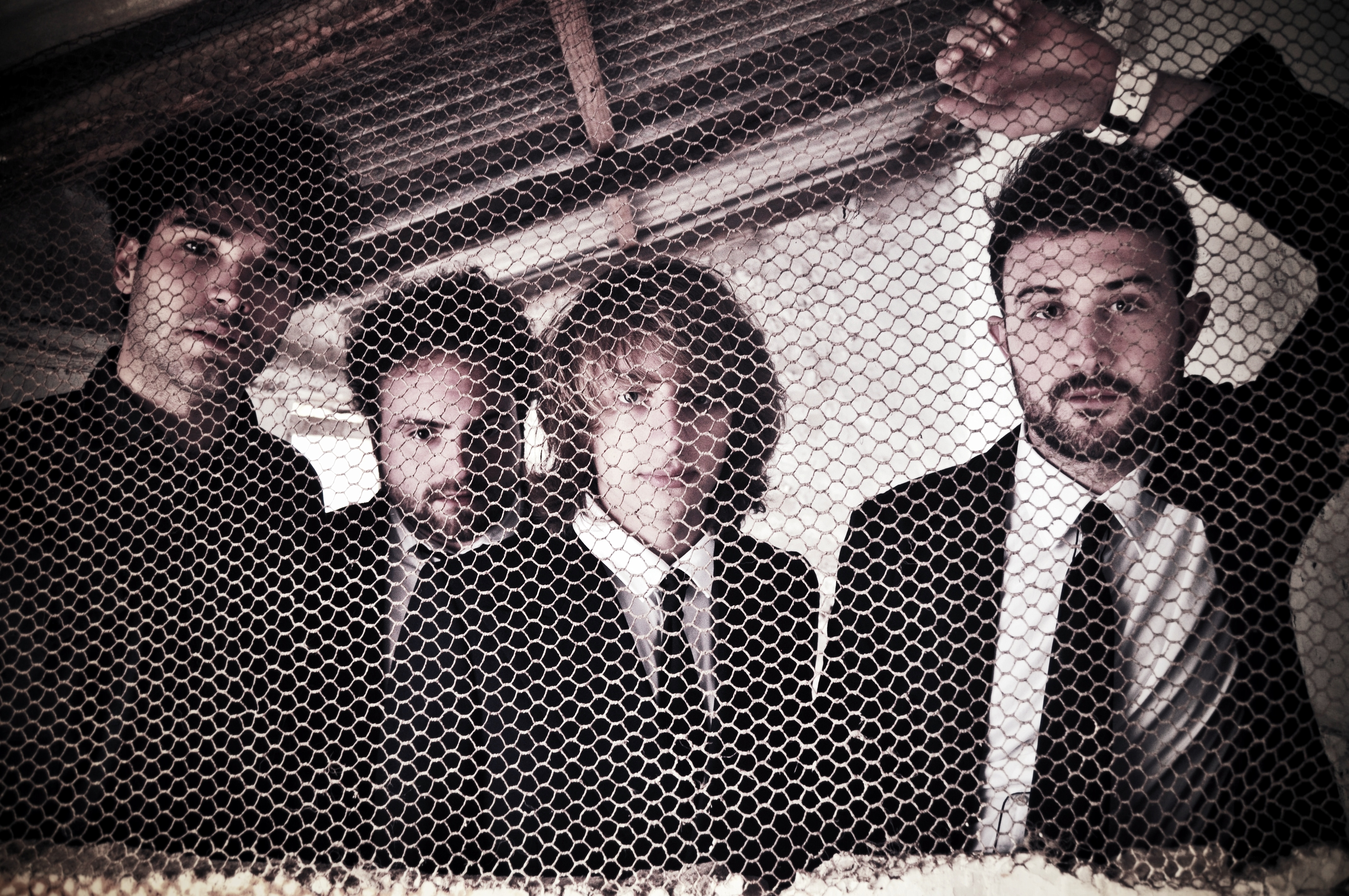
Integrantes del grupo. De izq. a dcha. Chino, Pope, Jaime y Juanca.

La idea de formar un grupo surgió en el 2005, cuando empezaron a tocar simplemente por diversión y en unas condiciones muy precarias. Uno de esos días que quedaron para tocar, introdujeron un arreglo a un tema que imitaba el sonido del mar, y de ahí salió el nombre original del conjunto. En febrero de 2011, la Academia de las Artes y las Ciencias de la Música decide nominar en el apartado de autor revelación a Supersubmarina por el tema XXI en los premios de la Música.

### Los primeros EP
No es hasta 2008 cuando empezaron a darle forma a Cientocero, su primer EP, que desde el 16 de diciembre se encontraba a la venta en formato digital. Está formado por cuatro canciones compuestas por ellos mismos. Cantan sobre los problemas cotidianos o las relaciones personales, pero lo hacen con un lenguaje propio y un estilo muy original. Tras este trabajo salió a la luz en 2009 un nuevo EP de título homónimo a ellos, Supersubmarina. En él publican otras cuatro canciones, algunas de las cuales aparecerán en su álbum debut.
En 2009 aparecen en el disco Juntos por el Sáhara en el que interpretan ¡Chas! y aparezco a tu lado junto a la actriz argentina Sabrina Garciarena, el disco está editado por Sony Music bajo el nombre de X 1 FIN —completando el disco artistas de la talla de Pereza, Estopa, El Canto del Loco o Conchita, entre otros—.

### Electroviral
A principios de 2010, Supersubmarina firmó por la compañía discográfica Sony Music para lanzar su primer disco. De título Electroviral, recoge un compendio de 13 canciones, algunas de las cuales aparecieron en sus anteriores EP. Sin mucho soporte publicitario consiguen situarse entre lo más alto del indie español, incluso colaborando en los escenarios con grupos de renombre como Pereza, Vetusta Morla, Russian Red, Iván Ferreiro, Sidonie, Sidecars o Marlango.

### Realimentación
En mayo de 2011 se publica Realimentación, de nuevo bajo la firma Sony, lo que supone el tercer EP de la banda, conteniendo tan solo cuatro pistas a modo de extensión del LP Electroviral, ya que se mantiene el estilo enérgico de las canciones y constituye un paso más para que la banda se reafirme en el panorama musical español.
Las nuevas canciones se presentaron en directo en Bilbao, en el Kafé Antzokia, y siguen su presentación por diferentes salas y festivales. En el mes de junio, los creadores franceses de La Blogothèque deciden contar con Supersubmarina para grabar un videoclip dentro del tercer Festival Internacional de Videoclips en Comunidad Camon (FIVECC).
En septiembre, la banda presenta el videoclip del primer sencillo de Realimentación, Puta vida, confiando una vez más en Luis Germanó para la realización del mismo. Tras la exitosa gira veraniega que les llevó a recorrer toda la geografía española, Supersubmarina siguieron presentando su trabajo en su gira de otoño-invierno.

### Santacruz

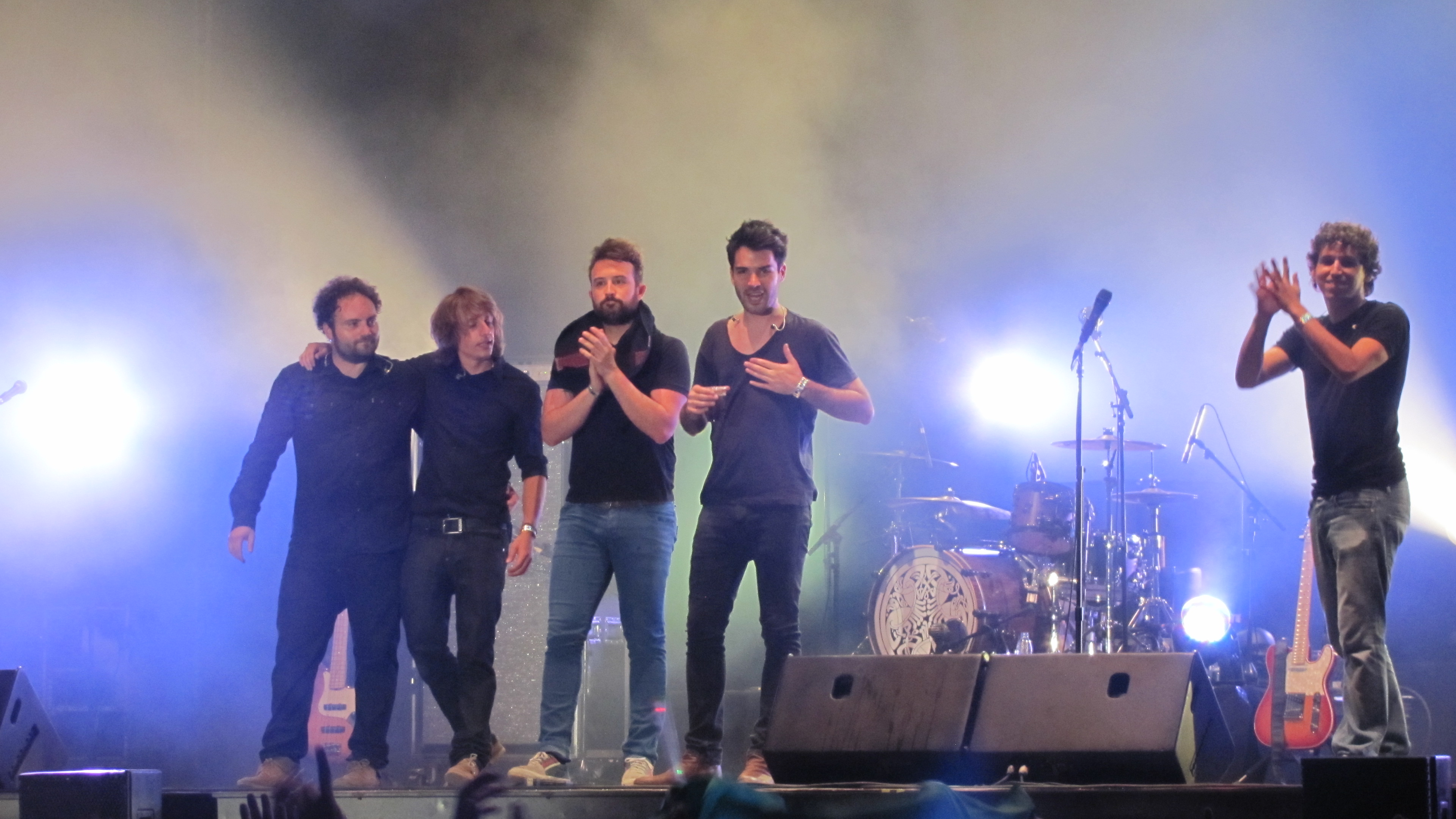
Supersubmarina durante su concierto en el festival Sonorama 2013, en el escenario Ribera del Duero, en Aranda de Duero.

En las navidades de 2011 el grupo se dedica a maquetar los temas del que será su próximo disco Santacruz, que se publica el 22 de mayo de 2012, entrando al número tres de ventas de los disco más vendidos en España. Se presentó en directo por todo el territorio español.
Supersubmarina es galardonado en los Premios Nacionales “Cuchara de Palo 2011”. La importante y destacada labor de diferentes personajes y colectivos de la sociedad española es reconocida por la Noble Orden Gastronómica de Caballeros de la Cuchara de Palo con sus galardones anuales.
José Chino y Jaime colaboran en el concierto de Lori Meyers en Joy Eslava en la canción Vigilia que pertenece al disco Hostal Pimodán.
Supersubmarina entra el lunes 13 de febrero en los estudios Laviña, de Baeza, para grabar el que será su segundo disco de estudio. El mismo lo compondrán once nuevas canciones que la banda ha ido componiendo durante el último año. La producción correrá a cargo de Tony Doogan, ingeniero y productor escocés que ha grabado y producido a bandas como Belle and Sebastian, Teenage Fanclub, Mogwai, Hefner, Mojave 3, entre otros, incluyendo el segundo disco de Russian Red.
Serían dos semanas de grabación para después mezclar en Glasgow, en los estudios Castle Of Doom y masterizado en Sterling Sound New York por Steve Fallone.
Supersubmarina estrena y pone a la venta el 24 de abril en formato digital En mis venas, primer sencillo de su nuevo álbum que, con el título de Santacruz, se publica el 22 de mayo de 2012. Con este sencillo alcanza el número uno de ventas en iTunes.
Entre las novedades de este disco y la próxima gira cabe destacar la incorporación de un nuevo miembro en Supersubmarina, el encargado de los teclados, sintes y voces Javier Serrano, músico veterano con una amplia experiencia en distintas formaciones de la provincia de Jaén.

### Viento de cara

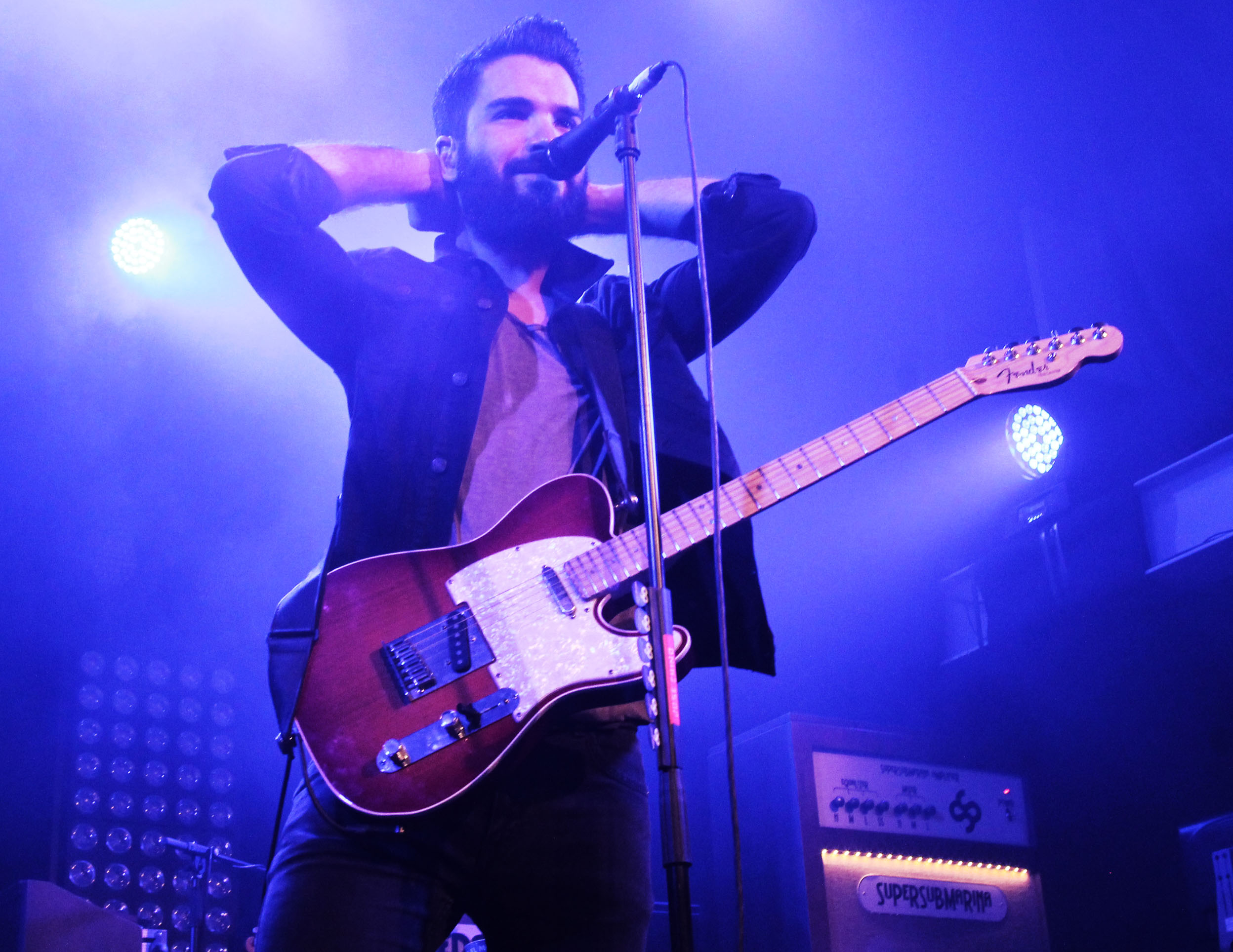
El cantante José Marín, Chino durante un concierto en Valladolid en 2014.

A principios de 2014, el grupo adelantó que se encontraba en el estudio grabando lo que sería su tercer LP. Ya el 23 de junio del mismo año, el grupo lanzó el primer sencillo del nuevo trabajo, Hasta que sangren. Además, revelaron que el título del nuevo trabajo sería Viento de cara.
Durante el verano de 2014 lanzaron dos sencillos más, Arena y sal —con su correspondiente videoclip— y Enemigo yo. Finalmente, el 23 de septiembre se publicó el disco íntegro formado por once temas en formato físico y en plataformas de música en internet como iTunes, Deezer o Spotify.

### Accidente de tráfico y retirada temporal
El 14 de agosto de 2016, en plena gira veraniega de promoción de su disco, y cuando regresaban de su actuación en el Medusa Sunbeach Festival de Cullera, sufrieron un grave accidente de tráfico que acabó con todos sus miembros en el hospital. Juanca (el batería) fue el último de sus componentes en salir de la unidad de cuidados intensivos, pasando a planta el 29 de septiembre de 2016. El accidente se produjo contra una furgoneta de reparto de pan cuyo conductor también resultó herido.

### Libro y reaparición

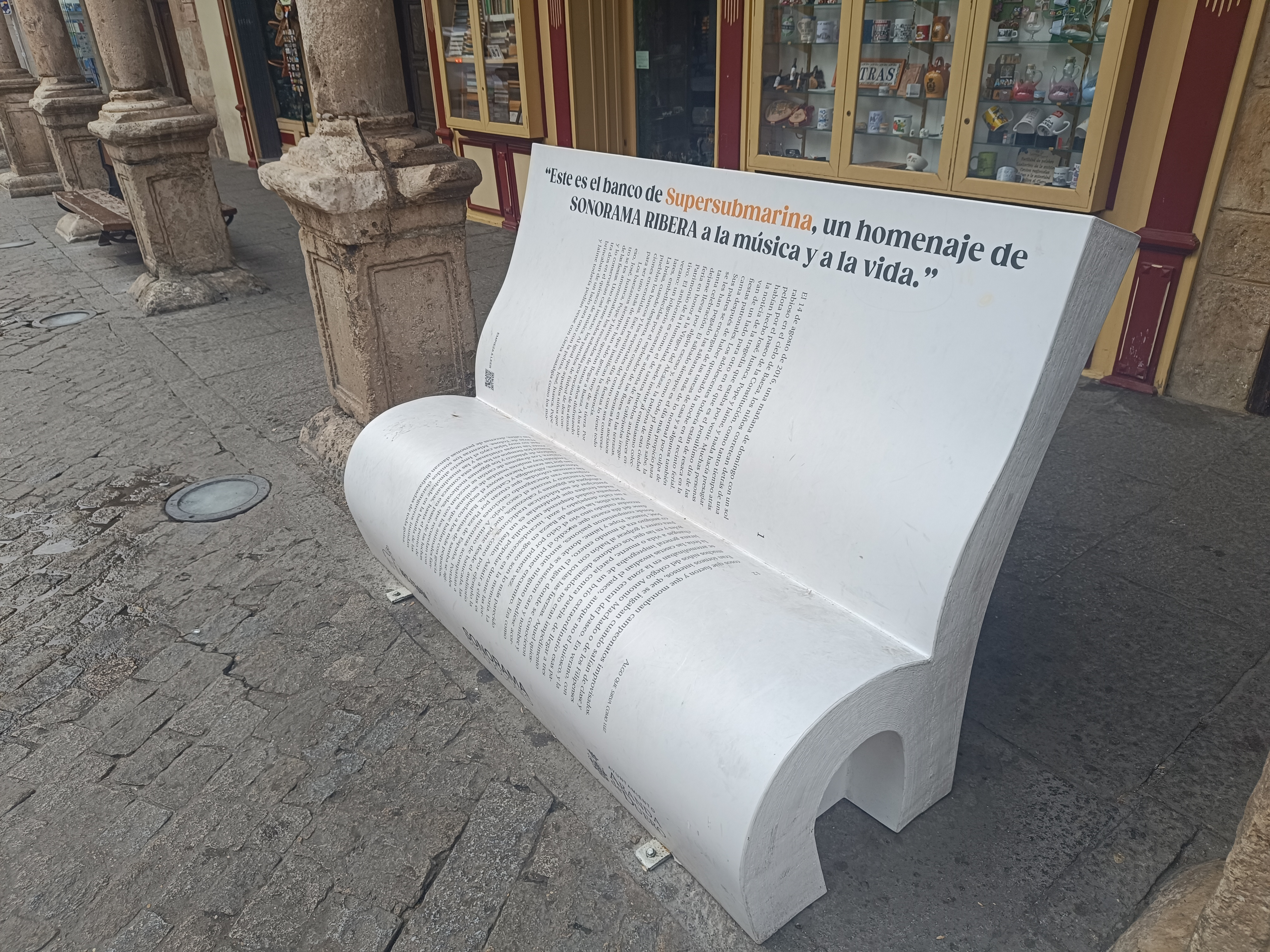
Libro-banco colocado en honor al grupo en diciembre de 2024 en la plaza del Trigo de Aranda de Duero.

En abril de 2024 el periodista Fernando Navarro Cano publicó el libro Algo que sirva como luz, que bajo el sello de Editorial Aguilar, recogía la historia del grupo, contando con la participación de todos sus miembros, hablando tanto de su fulgurante carrera en la música española como de las consecuencias del accidente que cortó su trayectoria y les obligó a iniciar una nueva vida. La publicación del libro significó la reaparición en público del grupo, que recibió un baño de masas durante el Sonorama 2024 y protagonizó el programa de televisión Salvados del 27 de octubre del mismo año. La organización de Sonorama les dedicó, igualmente, un banco-libro en la plaza del Trigo de Aranda de Duero.

## Participación en festivales
La banda ha participado en festivales como Festival de los Sentidos (2010 y 2015) Actual Festival (2015), Intro Music Festival Valladolid (2013), I like festival Córdoba (2013), Día de la Música (2011), Ojeando Festival ManchaPop (2012), Ecopop Ávila (2012), Low Cost Festival (2012), Sonorama (2010, 2011, 2012, 2013 y 2015), Arenal Sound Festival (2012, 2015), Electromar (2012), B-Side (2012), Ebrovisión Festival (2012 y 2015), Made In Jaén (2011) Granada Sound (2015), etc. Aunque en general, es una banda que apuesta poco por los festivales y más por las salas pequeñas.
El 6 de noviembre de 2015, Supersubmarina confirmaron su asistencia al Low Festival de Benidorm, a celebrar del 24 al 26 de julio de 2016 en la ciudad alicantina.
El 6 de septiembre de 2015 Supersubmarina participó en el escenario principal de Gibraltar Music Festival, compartiendo cartel con Kings of Leon, Kaiser Chiefs, Madness, Duran Duran, Paloma Faith y Estopa entre otros; el 26 del mismo mes, es cabeza de cartel de la primera edición del festival de música alternativa Los Cerros Sound Festival de Úbeda.

## Discografía
- Cientocero EP (2008)
- Supersubmarina EP (2009)
- Electroviral (2010)
- Realimentación EP (2011)
- Santacruz (2012)
- Viento de cara (2014)
- La maqueta (2024)